# Wyclef Jean
Neluset Wyclef Jean, född 17 oktober 1969 i Croix-des-Bouquets i Ouest i Haiti, är en haitisk-amerikansk musiker, skådespelare och musikproducent.
Jean är före detta medlem i hiphop-trion The Fugees. Hans arbeten influeras mest av hiphop, reggae och R&B.

## Biografi
Wyclef flyttade som liten med sin pappa från Haiti till Brooklyn i New York och sedan vidare till New Jersey. Under skoltiden i New Jersey började han rappa och arbeta med sin musik.
1987 startade han gruppen The Fugees tillsammans med sin kusin Pras och Lauryn Hill. The Fugees slog igenom 1996 med sitt andra album, The Score, och Wyclef blev superstjärna. 
The Fugees avsomnade dock redan 1997 på grund av Hills barnledighet och meningsskiljaktigheter medlemmarna emellan, så vad som var tänkt att bli gruppens tredje album, The Carnival, släpptes av konstellationen "Wyclef Jean Featuring The Refugee Allstars", vilket på det hela taget var samma sak som The Fugees.
Efter The Carnival har Wyclef förutom sin egen musik ägnat sig åt att skriva låtar och producera åt andra artister som Destiny's Child, John Forté, Pras och Whitney Houston.
I augusti 2010 meddelade Wyclef Jean, som är mycket populär i hemlandet Haiti, att han ställer upp i presidentvalet i Haiti i november samma år. När Wyclef Jean fyllde i sina papper för att kunna ställa upp som presidentkandidat så kom det fram att han i själva verket var född 1969 och inte 1972 han tidigare uppgett i media.

## Diskografi

### Album
- 1997 – The Carnival
- 2000 – The Ecleftic: 2 Sides II A Book
- 2002 – Masquerade
- 2003 – The Preacher's Son
- 2003 – Greatest Hits
- 2004 – Welcome to Haiti: Creole 101
- 2007 – Carnival Vol. II: Memoirs of an Immigrant
- 2009 – From the Hut, To the Projects, To the Mansion
- 2010 – Wyclef Jean

### Singlar
- 1997 – We Trying to Stay Alive
- 1997 – Guantanamera
- 1998 – Gone Till November
- 1998 – Another One Bites the Dust (med Queen featuring Pras, Free och Canibus)
- 1999 – New Day (featuring Bono)
- 2000 – It Doesn't Matter (featuring The Rock)
- 2000 – 911 (featuring Mary J. Blige)
- 2001 – Perfect Gentleman
- 2001 – Wish You Were Here
- 2002 – Two Wrongs (featuring Claudette Ortiz)
- 2002 – Pussycat (featuring Tom Jones)
- 2003 – Industry
- 2003 – Party to Damascus (featuring Missy Elliott)
- 2004 – Take Me As I Am
- 2004 – Dance Like This (featuring Claudette Ortiz)
- 2007 – Sweetest Girl (Dollar Bill) (featuring Akon, Lil Wayne och Niia)
- 2009 – Valentine (featuring Tatiana)
- 2009 – Rewind (featuring  Flo Rida)
- 2009 – Hold On
- 2009 – The Border (featuring Shakira)

## Filmografi
- 2002 – Shottas
- 2004 – Full Clip
- 2005 – One Last Thing...
- 2005 – Dirty